# Aechmea milsteiniana
Espèce
Classification phylogénétique
Aechmea milsteiniana est une espèce de plantes de la famille des Bromeliaceae, endémique du Brésil.

## Distribution
L'espèce serait endémique de l'est du Brésil.